# Guddommen (Sidste Dages Hellige)
Guddommen består ifølge Mormonkirken (officielt Jesu Kristi Kirke af Sidste Dages Hellige) af 3 bogstaveligt mandelige væsener, hvoraf den øverste i hierarkiet er Gud Fader (ved navn Elohim), dernæst Jesus Kristus (ved navn Jehova) og derunder Helligånden. I modsætning til traditionel kristendom ses Gud Fader som en guddommeliggjort mand, som tidligere levede et helt almindeligt liv som menneske på en anden planet, før guddommeliggørelsen. Han har altså en guddommeliggjort fysisk krop af kød og blod og kan kun være et sted ad gangen, ligesom Jesus også har det ifølge Mormonkirken.
Jesus er ifølge Mormonkirken den bogstavelige søn af Gud Fader og Jomfru Maria, i modsætning til traditionel kristendom, hvor Helligånden kom over Jomfru Maria, hvorefter hun blev gravid, som der står i Bibelen. Helligånden er den åndelige søn af Gud Fader og åndelig bror til Jesus, Satan og alle mennesker.
Mormonkirkens første trosartikel er: »Vi tror på Gud, den evige Fader, og på hans Søn, Jesus Kristus, og på Helligånden.«
Kirken tror altså, at disse tre guddommelige personer, udgør en enkelt Guddom, og er forenede i formål, tjenestegerning, vidnesbyrd og mission. Kirken tror, at de er fyldt med den samme guddommelige følelse af barmhjertighed og kærlighed, nåde og tilgivelse, tålmodighed, retfærdighed og forløsning. Mormonkirken mener, at de er ét i ethvert betydende og evigt aspekt, man kan forestille sig, bortset fra at tro, at de er tre personer forenet i ét væsen – et begreb om treenighed, som ifølge Mormonkirken aldrig er blevet fremsat i skrifterne. De forkaster altså den almindelige opfattelse af treenigheden, at Gud, Jesus og Helligånd er den samme.
Harper’s Bible Dictionary siger, at »den formelle lære om Treenigheden, som den blev defineret ved de store kirkeråd i det fjerde og femte århundrede, ikke kan findes i Det Nye Testamente.«
Så Mormonkirken besidder ifølge denne opfattelse ikke det senere kristne syn på Gud, Jesus og Helligånden, fordi den mener den er en genoprettelse af Jesu sande kirke og kender den sande lære, som Jesus underviste i, men som er gået tabt for alle andre religioner.
I modsætning til traditionel kristendom og jødedom er Jehova ikke Gud Fader men Jesus Kristus, som han var, før han fik en fysisk krop. Både Gud Fader og Jesus Kristus er ifølge Mormonkirken gift med en til flere gudinder. Gud Fader fik ifølge mormonismen før jorden blev skabt milliarder af åndelige børn med denne eller disse gudinder.
Alle mennesker fandtes således iflg. Mormonkirken som åndelige søskende, før de blev født i denne verden for at få en krop og bevise, om de virkelig vil følge Gud. Derefter vil de mandelige mormoner, der bliver tempelgift med en eller flere kvindelige mormoner genopstå for senere at blive til guder, hvis de har levet et godt nok liv.
Disse guddommeliggjorte mandelige mormoner skal så kalde på deres hustru/hustruer med de hellige tempelnavne, som disse kvinder kun har afsløret for deres mænd, hvorefter kvinderne også vil blive gudinder. Mormoner som ikke levede fuldt op til de krav, der stilles og andre mennesker vil blive delt ind i andre himle, hvor de ikke bliver til guder, men engle.
Gud Fader er ydermere søn af en anden Gud, som er søn af en anden gud osv. i det uendelige. Der er aldrig givet et præcist antal på, hvor mange guder der findes, men ifølge mormonkirken kan der findes uendeligt mange.
Gud Fader bor ved en planet ved navn Kolob (hebraisk for stjerne).
I Joseph Smiths 1838-version af det første syn skrev han, at han som 14-årig så Gud Fader og Jesus Kristus som to personer.

## Modstridende oplysninger
Der er flere beviser på, at Mormonkirkens opfattelse af Guddommen har ændret sig gennem tiden
Flere vers i Mormons Bog kan kun læses, som var der tale om treenighed i traditionel forstand, og at Gud er en ånd:
- the virgin whom thou seest is the mother of God (Mormons Bog s. 25 år 1830-1837[6]) ændret til 1. Nefi 11:18: the mother of the Son of God
- behold the Lamb of God, even the Eternal Father (Mormons Bog s. 25 år 1830-1837) ændret til 1. Nefi 11:21: the Lamb of God, even the Son of the Eternal Father!
- Eter 3:14: jeg er Jesus Kristus. Jeg er Faderen og Sønnen[7]
- Mosija 15:1-2[8],5[9]: Gud selv skal komme ned blandt menneskenes børn og skal forløse sit folk ... er han Faderen og Sønnen ... Ånden – eller Sønnen Faderen, da de er én Gud
- Alma 11:28-29[10]: Er der mere end én Gud? Nej.
- Alma 11:44[11]: Sønnen Kristi og Gud Faderens og den hellige Ånds domstol, de, som er én evig Gud
- 2. Nefi 31:21[12]: dette er Kristi lære og Faderens og Sønnens og Helligåndens eneste og sande lære, de, som er én Gud uden ende
- Mormons Bog 7:7[13]: Faderen og til Sønnen og til Helligånden, som er én Gud
- De tre vidners vidnesbyrd[14]: ære være Faderen og Sønnen og Helligånden, som er én Gud.
- Alma 18:26-28[15]: denne Store Ånd, som er Gud, har skabt alt, som er i himlen og på jorden
- Alma 22:8-11[16]: Gud er ... den Store Ånd

Lære og Pagter 1835-1921 sagde i Forelæsninger om Troen 5, at Guddommen kun bestod af 2 personer, Gud som en ånd og den fysiske Jesus. Helligånden var Guds tanker og sind.
Mormonkirken accepterer dog ikke længere lære-delen kaldet Forelæsninger om Troen i Lære og Pagter som en del af deres officielle lære.
Ifølge Brigham Young var Gud Fader og Adam den samme

## Fodnoter
1. ↑  TROSARTIKLERNE
2. ↑  [Paul F. Achtemeier, ed. 1985, s. 1099;]
3. ↑  Joseph Smith's First Vision
4. ↑  Joseph Smith's First Vision
5. ↑  Joseph Smith's First Vision
6. ↑  1830 Book of Mormon - First Nephi
7. ↑  Henvisningssøgning: Eter 3:14
8. ↑  Henvisningssøgning: Mosijas Bog 15:1-2
9. ↑  Henvisningssøgning: Mosijas Bog 15:5
10. ↑  Henvisningssøgning: Alma 11:28-29
11. ↑  Henvisningssøgning: Alma 11:44
12. ↑  Henvisningssøgning: Nefis Anden Bog 31:21
13. ↑  Henvisningssøgning: Mormons Bog 7:7
14. ↑  De Tre Vidners Vidnesbyrd
15. ↑  Henvisningssøgning: Alma 18:26-28
16. ↑  Henvisningssøgning: Alma 22:8-11
17. ↑  Lærdommens og Pagtens Bog : for Jesu Kristi Kirke ... . - Full View | HathiTrust Digital Library
18. ↑  Issue 49 - Salt Lake City Messenger